# Скала-Подільський район
Скала-Подільський райо́н — колишня адміністративно-територіальна одиниця Тернопільської області.

## Історія
Утворений 17 січня 1940 року з гмін Борщівського повіту: міської Скала-Подільська і сільських Гуштин, Озеряни і Турильче. Районним центром була визначена Скала-Подільська, яка одночасно була зведена до статусу села.
Наступного місяця утворювалися сільради. До району входило 19 сільських рад. Район займав територію площею 0,3 тис. км². У 1956 році Скала отримала статус смт. Річний бюджет Скала-Подільського району становив 1,7 млн крб.
До району входили такі населені пункти: Бережанка з хутором Трійця, Бурдяківці з хутором Збриж, Вербівка, Гуштинок, Гуштин, Дубівка, Жилинці, Залуччя, Іванків, Козачине, Констанція, Ланівці, Лосяч, Озеряни, Пилатківці, Підпилип'я, Рудка, Скала-Подільська, Турильче з хутором Турильченська Слобідка.
У 1959 році ліквідований і приєднаний до Борщівського району.